# Dhofar 020
Dhofar 020 — метеорит-хондрит масою близько 256 кг. При падінні розбився на понад 2000 уламків.